# The Moffatts
The Moffatts là một ban nhạc đồng quê pop/rock của Canada gồm bốn anh em Scott, Clint, Bob và Dave Moffatt. Scott sinh ngày 30 tháng 3 năm 1983, tại Whitehorse, Yukon còn Bob, Clint và Dave là sinh ba vào ngày 8 tháng 3 năm 1984 tại Vancouver, British Columbia. Trong đó Bob và Clint là giống hệt nhau.
Ban nhạc khởi đầu là một nhóm nhạc đồng quê trong thời thơ ấu và đã phát hành 3 đĩa nhạc có tên là Polydor Nashville: It's a Wonderful World (1993), The Moffatts (1995), và A Moffatt Christmas (1996). Vào thời điểm đó, người ta nói rằng họ là ban nhạc trẻ nhất từng ký hợp đồng thu âm với các hãng lớn. Họ phát hành album nhạc pop đầu tiên có tên Chapter I: A New Beginning (1998). Album thứ hai được phát hành vào năm 2000 tên là Submodalities, trước khi ban nhạc tan rã vào năm 2001. The Moffatts sau đó đã có màn tái hợp trong một chương trình Giáng sinh trực tuyến vào ngày 22 tháng 12 năm 2012 trên Stageit. Vào tháng 2 năm 2017, ba thành viên của ban nhạc là Scott, Bob và Clint Moffatt bắt đầu chuyến lưu diễn quảng bá rộng rãi ở châu Á cho The Moffatts Farewell Tour trước khi được Dave tái tham gia vào năm 2018 cho chặng thứ hai của chuyến lưu diễn Reunion Tour.

## Sự nghiệp

### 1987–1997: Những năm đầu và album đồng quê
Moffatts bao gồm Scott Moffatt cùng các em trai Bob, Clint và Dave là anh em sinh ba. Lớn lên ở Faro, Yukon, Tumbler Ridge và sau đó là Victoria, British Columbia, Canada, Moffatts học hát từ rất sớm. Buổi thu âm đầu tiên của họ là tại Studio 86 ở West Edmonton Mall, khi họ hát bài "Grandpa" của Judds vào năm 1987. Họ bắt đầu hát nhạc đồng quê với bố mẹ họ là  Darlana và Frank Moffatt. Các chàng trai lần đầu tiên xuất hiện trên sân khấu vào năm 1988 tại Timmy's Springtime Telethon. Năm 1992, sau khi biểu diễn tại một số lễ hội âm nhạc đồng quê quy mô lớn, ban nhạc đã được đề cử cho 5 giải thưởng của Hiệp hội Âm nhạc Đồng quê British Columbia.
Năm 1992, gia đình Moffatt chuyển đến Branson, Missouri nơi họ biểu diễn với The Osmonds tại nhà hát gia đình Osmonds. Vào tháng 3 năm 1993, họ chuyển đến Nashville, Tennessee, nơi họ trở thành khách mời thường xuyên của Nashville Now cùng với Ralph Emery. Vào tháng 10 năm 1993, họ tham gia cùng dàn diễn viên của nhà hát đồng quê Tonite tại khách sạn Aladdin ở Las Vegas. Năm 1994, Tonite mở một nhà hát mới ở Branson và Moffatts trở thành một phần của dàn diễn viên đó. Năm 1995, họ xuất hiện trên chương trình truyền hình Good Morning America và biểu diễn ca khúc "Guns of Love". Năm 1996, cha mẹ họ ly hôn và họ sống chủ yếu với người cha, người đồng thời là quản lý ban nhạc cho đến khi tan rã năm 2001.

### 1998–2000:Chapter I: A New BeginningvàSubmodalities
Ở tuổi thiếu niên, ban nhạc từ bỏ thể loại nhạc đồng quê và thu âm một album mới có tựa đề Chapter I: A New Beginning và bắt đầu hát thể loại pop rock. Trước đó, ban nhạc ít biểu diễn nhạc cụ vì đã có một ban nhạc khác hỗ trợ, nhưng bây giờ họ đã chọn trình diễn cùng nhạc cụ với Scott chơi guitar lead, Clint chơi guitar bass, Dave chơi đàn phím và Bob là dàn trống. Hát chính trong album là sự san sẻ giữa Scott và Dave, tuy nhiên tát cả các thành viên đều thay phiên nhau khi hát live. Chapter I đã bán được hơn sáu triệu bản trên toàn thế giới và đạt hai đĩa bạch kim tại quê nhà Canada. Nhiều người trong ngành nói rằng ban nhạc đã bán lại nhiều đĩa trên thị trường chợ đen ở châu Á. Album cũng rất phổ biến tại châu Âu. Nó được sản xuất một phần bởi Berman Brothers (người đã từng làm việc với Hanson và Real McCoy) ở Thành phố New York và Toronto. Đài phát thanh Hot 89.9 có trụ sở tại Ottawa đã tuyên bố họ là ban nhạc mới xuất sắc nhất năm 1998.
Một đĩa đơn trên phiên bản Mỹ của Chapter I, Glen Ballard - nhà sản xuất "Until You Loved Me", xuất hiện trong bộ phim Never Been Kissed có sự góp mặt của nữ diễn viên Drew Barrymore. "Misery", trong phiên bản Mỹ của Chapter I: A New Beginning cũng là soundtrack của bộ phim Teaching Mrs. Tingle do Katie Holmes thủ vai chính. Năm 1999, ban nhạc xuất hiện trên chương trình truyền hình Hang Time của NBC và đãbiểu diễn bài hát "Girl of My Dreams".
Cùng năm, The Moffatts cũng thực hiện một tập của chương trình truyền hình có tựa đề Campbell Scramble, một chương trình mà phát thanh viên thể thao của CTV Calgary là Glenn Campbell đã thực hiện. Năm đó, ban nhạc biểu diễn tại lễ trao giải Juno Awards ở Hamilton.
Năm 2000, họ xuất hiện trong chương trình So Weird của Disney Channel trong tập phim "Destiny". Moffatts cũng xuất hiện thường xuyên trong chương trình trò chuyện The Sally Jessy Raphael Show và The Maury Povich Show. Trong thời gian ở Köln, Đức, The Moffatts đã gặp một người chơi guitar trẻ tuổi và thần tượng âm nhạc tuổi teen người Đức Gil Ofarim và tiến hành đồng sáng tác đĩa đơn đầu tiên với anh ấy là "If You Only Knew". Moffatts đã hát ca khúc "O Canada" trong Trận bóng chày toàn sao Major League 1999. Năm 1999, The Moffatts đã được trao giải Ban nhạc được yêu thích nhất năm tại Lễ trao giải thưởng video âm nhạc ManyMusic.
Album tiếp theo Submodalities được phát hành vào tháng 10 năm 2000, và mang hương vị rock cổ điển, khó hơn so với phong cách "nhóm nhạc nam" vào lúc đó. Sự chuyển đổi giữa bubblegum pop của album trước đó và các mặt khó hơn khi thực hiện album mới đã được ghi lại trong bộ phim tài liệu năm 2001  The Moffatts: Closing of Chapter One. Moffatts đã tự viết hoặc đồng sáng tác gần như tất cả các bài hát trong album. Bob Rock là người đã sản xuất các album cho nhiều nghệ sĩ tên tuổi như Metallica và Bon Jovi đã sản xuất Submodalities. Album cũng được Music Canada trao chứng nhận đĩa bạch kim vì đã bán được hơn 100.000 bản. Đĩa đơn đầu tiên vào thời điểm đó là "Bang Bang Boom" vươn lên vị trí số một nhanh nhất trong lịch sử âm nhạc Canada và đứng đầu bảng xếp hạng bán lẻ đĩa đơn ở Canada. Moffatts sau đó đã hát "O Canada" trong Trận bóng rổ toàn sao NBA 2000 và sau đó là dẫn chương trình sự kiện Juno Awards 2000.
Từ năm 1998 đến năm 2000, The Moffatts là một trong những nhóm nghĩ sĩ có hoạt động âm nhạc bán chạy nhất ở Đông Nam Á. Ban nhạc đã đứng đầu bảng xếp hạng ở Philippines, Thái Lan, Đài Loan, Malaysia và Indonesia trong suốt khoảng thời gian này. Họ cũng đã tham gia sự kiện âm nhạc trên sân khấu với Aqua trong buổi hòa nhạc được trả tiền đầu tiên của một nghệ sĩ quốc tế tại Thượng Hải, Trung Quốc và buổi biểu diễn ngoài sân vận động đầu tiên tại Thành phố Hồ Chí Minh, Việt Nam. Vào thời điểm đó, The Moffatts là ban nhạc quốc tế ăn khách nhất mọi thời đại ở Philippines, một danh hiệu mà họ có thể sẽ không bao giờ có lại được.

### 2001–2011: Chia tay và những cuộc phiêu lưu sau chia tay
Vào ngày 25 tháng 8 năm 2001, ban nhạc tan rã sau buổi biểu diễn của họ ở London, Ontario. Mười ba năm lưu diễn, hơn đã tham dự 5.000 buổi hòa nhạc, thử nhiều âm nhạc khác nhau, và thực tế là tất cả đều đã ở ngưỡng tuổi 18 lên quyết định đi con đường riêng của mỗi người.
Sau khi tan rã, Bob và Clint Moffatt tham gia một ban nhạc có tên Pusch trong một khoảng thời gian ngắn và từng biểu diễn tại Thế vận hội mùa đông 2002. Ban nhạc sau đó được đổi tên thành Hidell, tồn tại hơn một năm và đã phát hành một album, trong đó có đĩa đơn "Going Down In Flames". Vào ngày 27 tháng 9 năm 2003, ban nhạc tái hợp để biểu diễn tại buổi hòa nhạc "Fire On The Mountain" ở Kamloops. Năm 2004, đường sắt Thái Bình Dương Canada thông báo trong một thông cáo báo chí rằng, Bob và Clint đã "đoàn tụ" và xuất hiện với tên "The Moffatts" trong chương trình Holiday Train của công ty đường sắt, một chương trình gây quỹ lưu động cho các ngân hàng thực phẩm cộng đồng. Năm 2005, Scott cũng tham gia chuyến lưu diễn.
Cuối cùng Bob chuyển đến Ban Phe, Thái Lan, nơi anh bắt đầu tham gia một cuộc thi hát tiếng Anh với một tổ chức giáo dục có tên là TEFL International. Bob thuyết phục Clint tham gia cùng và tại Thái Lan họ thành lập ban nhạc có tên Same Same vào năm 2006 thuộc công ty Sony BMG. Tính đến năm 2011, Bob và Clint Moffatt cư trú tại Nashville, Tennessee. Họ đã từng viết lời bài hát và biểu diễn dưới tên "Two Bullet Parade" nhưng sau đó đổi tên thành "Like Strangers". Họ đã biểu diễn ở các địa điểm xung quanh khu vực đô thị Nashville. Vào năm 2016, Clint và Bob đã phát hành đĩa mở rộng mới của họ với tên gọi Endless Summer (Mùa hè bất tận), với đĩa đơn đầu tay "Amen For Women".
Scott Moffatt tái xuất trong ban nhạc có trụ sở tại Ontario tên là "The Boston Post", được đặt theo tên của một tờ báo. Các thành viên ban đầu gồm Shawn Everett chơi bộ trống, Jon Gant chơi guitar lead, Neal Gupta chơi guitar bass. Họ đã phát hành một đĩa mở rộng có tựa đề It's 99PM vào năm 2003. Một cuộc phỏng vấn video với Scott Moffatt trong chương trình Holiday Train ở Sparwood, British Columbia vào ngày 13 tháng 12 năm 2005 cho thấy dự định của anh là đi theo con đường solo, và đang thu âm ở Los Angeles. Vào ngày 10 tháng 4 năm 2006, các bản xem trước bài hát từ bản phát hành độc lập sắp tới The Allegory of the City đã được đưa lên trang âm nhạc của anh ấy cùng với lời hứa về một phiên bản giới hạn sẽ sớm có mặt để đặt hàng trước. Scott đã được ghi nhận là nhà sản xuất đã mở ra cánh cửa cho ban nhạc rock nổi tiếng nhất Thái Lan thời điểm hiện tại là Slot Machine.
Dave Moffatt cuối cùng chuyển đến Winnipeg, Manitoba ban đầu với nguyện vọng theo học tại Đại học Winnipeg nhưng sau đó quyết định bắt đầu sự nghiệp diễn xuất và người mẫu. Dave xuất hiện trong chương trình Miss Saigon năm 2005 của Winnipeg và là thí sinh  tham dự Thần tượng Âm nhạc Canada, lọt đến top 32 trước khi bị loại.

### 2012: Tái hợp
Bắt đầu từ tháng 11 năm 2012, The Moffatts đã được giới thiệu trong chiến dịch quảng cáo trực tuyến của Tập đoàn LG, "Life's Good". Chiến dịch này có bài hát "Bang Bang Boom" với phần sáng tác và lời bài hát được thay đổi.
Moffatts tái hợp lần đầu tiên sau hơn mười năm trong một chương trình Giáng sinh trực tuyến trên Stageit vào ngày 22 tháng 12 năm 2012. Danh sách tập hợp bao gồm các bài hát mừng Giáng sinh và các bài hát do người hâm mộ chọn từ toàn bộ danh mục bài hát của Moffatts, bao gồm cả các đĩa solo và các bài hát của Like Strangers/Same Same.

### 2016–2017: Chuyến lưu diễn chia tay
Vào ngày 30 tháng 10 năm 2016, Bob và Clint Moffatt thông báo trên trang Facebook cá nhân rằng họ sẽ tái hợp một lần nữa trong một buổi hòa nhạc một lần với Scott Moffatt dưới tên "The Moffatts" mà không có Dave Moffatt, và sẽ trở lại Manila lần đầu tiên sau 16 năm như một phần của chuyến du lịch chia tay.
Vào tháng 2 năm 2017, Scott, Bob và Clint Moffatt bắt đầu một chuyến lưu diễn quảng bá rộng rãi ở Philippines, Indonesia và Singapore cho The Moffatts Farewell Tour. Vào ngày 18 tháng 2 năm 2017, họ đã biểu diễn tại Smart Araneta Coliseum, địa điểm mà khoảng 19 năm trước, ban nhạc đã có buổi diễn đầu tiên ở Philippines. Họ đã hát các bài hát trong các album trước đây của họ Chapter I: A New Beginning, Submodalities, The Meaning of Happy của Same Same, và các bài hát trong dự án hiện tại Endless Summer.
Scott Moffatt đã thu âm một đĩa solo mở rộng ở Montreal, Quebec và đã sản xuất một album cho ca sĩ nhạc đồng quê Luke Combs. Trong khi đó, Bob và Clint Moffatt đang ở Nashville, Tennessee với tư cách là bộ đôi nhạc đồng quê "Music Travel Love". Dave Moffatt là một huấn luyện viên yoga ở Toronto, Ontario và đã trở lại sau khi giã từ sự nghiệp ca hát bằng việc tổ chức chuyến lưu diễn chia tay của riêng mình tại Manila, Philippines vào ngày 27 tháng 5 năm 2017.

### 2018-nay: Chapter II
Vào tháng 11 năm 2017, trên trang Facebook của ban nhạc đã thông báo một đĩa đơn mới được thu âm bởi The Moffatts mang tên "Secrets". Ban nhạc cũng đã ký hợp đồng thu âm với Bec-Tero Music của Thái Lan. Bài hát "Secrets" được phát hành trên toàn thế giới vào ngày 10 tháng 1 năm 2018. Hai đĩa đơn tiếp theo, "Like I Love U" và "So In Love" được phát hành trong năm 2018. Ban nhạc cũng hát trực tiếp lần đầu tiên sau 2 năm tại "Reunion Tour 2018". Một đĩa mở rộng bao gồm 6 ca khúc có tựa đề "Chapter II" đã được phát hành vào tháng 11 năm 2018.

## Đĩa nhạc

### Album phòng thu
| Tiêu đề                                            | Thông tin chi tiết                                                          | Vị trí xếp hạng đạt đỉnh | Vị trí xếp hạng đạt đỉnh | Vị trí xếp hạng đạt đỉnh | Vị trí xếp hạng đạt đỉnh | Vị trí xếp hạng đạt đỉnh | Chứng nhận (doanh số đĩa thu âm) |
| Tiêu đề                                            | Thông tin chi tiết                                                          | CAN                      | US                       | US Country               | US Heat                  | UK                       | Chứng nhận (doanh số đĩa thu âm) |
| -------------------------------------------------- | --------------------------------------------------------------------------- | ------------------------ | ------------------------ | ------------------------ | ------------------------ | ------------------------ | -------------------------------- |
| It's a Wonderful World                             | - Ngày phát hành: 20 tháng 6 năm 1995 - Nhãn hiệu: Mercury Records/PolyGram | —                        | —                        | —                        | —                        | —                        |                                  |
| The Moffatts                                       | - Ngày phát hành: Tháng 10 năm 1995 - Nhãn hiệu: Polydor Nashville          | —                        | —                        | 44                       | 13                       | —                        |                                  |
| A Moffatts' Christmas                              | - Ngày phát hành: 1996 - Nhãn hiệu: self-released                           | —                        | —                        | —                        | —                        | —                        |                                  |
| Chapter I: A New Beginning                         | - Ngày phát hành: 18 tháng 5 năm 1998 - Nhãn hiệu: Capitol Records/EMI      | 49                       | 124                      | —                        | 3                        | 62                       | - CAN: Bạch kim                  |
| Submodalities                                      | - Ngày phát hành: 2 tháng 10 năm 2000 - Nhãn hiệu: Capitol Records/EMI      | 8                        | —                        | —                        | —                        | —                        | - CAN: Bạch kim                  |
| "—" biểu thị các album phát hành không có xếp hạng |                                                                             |                          |                          |                          |                          |                          |                                  |

### Đĩa mở rộng (EP)
| Tiêu đề | Thông tin chi tiết | Vị trí xếp hạng đạt đỉnh | Vị trí xếp hạng đạt đỉnh | Vị trí xếp hạng đạt đỉnh | Vị trí xếp hạng đạt đỉnh | Vị trí xếp hạng đạt đỉnh | Chứng nhận (doanh số đĩa thu âm) |
| Tiêu đề | Thông tin chi tiết | CAN                      | US                       | US Country               | US Heat                  | UK                       | Chứng nhận (doanh số đĩa thu âm) |
| --- | --- | ------------------------ | ------------------------ | ------------------------ | ------------------------ | ------------------------ | -------------------------------- |
| Chapter II | - Ngày phát hành: 9 tháng 11 năm 2018 - Nhãn hiệu: BEC-TERO \| Danh sách ghi âm \| \| -------------------------------------------------------------------------------------------------------------------------------------------- \| \| 1. "Secrets" - 3:03 2. "Like I Love U" - 3:22 3. "So Good" - 3:14 4. "So In Love" - 3:38 5. "Practice Makes Perfect" - 3:39 6. "Love" - 3:13 \| | —                        | —                        | —                        | —                        | —                        |                                  |
| "—" biểu thị các album phát hành không có xếp hạng                                                                                           | |                          |                          |                          |                          |                          |                                  |
| Danh sách ghi âm | |                          |                          |                          |                          |                          |                                  |
| 1. "Secrets" - 3:03 2. "Like I Love U" - 3:22 3. "So Good" - 3:14 4. "So In Love" - 3:38 5. "Practice Makes Perfect" - 3:39 6. "Love" - 3:13 | |                          |                          |                          |                          |                          |                                  |

### Tổng hợp
| Tiêu đề                                            | Thông tin chi tiết                                                     | Vị trí xếp hạng đạt đỉnh | Vị trí xếp hạng đạt đỉnh | Vị trí xếp hạng đạt đỉnh | Vị trí xếp hạng đạt đỉnh | Vị trí xếp hạng đạt đỉnh | Chứng nhận (doanh số đĩa thu âm) |
| Tiêu đề                                            | Thông tin chi tiết                                                     | CAN                      | US                       | US Country               | US Heat                  | UK                       | Chứng nhận (doanh số đĩa thu âm) |
| -------------------------------------------------- | ---------------------------------------------------------------------- | ------------------------ | ------------------------ | ------------------------ | ------------------------ | ------------------------ | -------------------------------- |
| Best of The Moffatts                               | - Ngày phát hành: 19 tháng 6 năm 2006 - Nhãn hiệu: Capitol Records/EMI | —                        | —                        | —                        | —                        | —                        |                                  |
| "—" biểu thị các album phát hành không có xếp hạng |                                                                        |                          |                          |                          |                          |                          |                                  |

### Đĩa đơn
| Năm                                      | Đĩa đơn                 | Vị trí xếp hạng đạt đỉnh | Vị trí xếp hạng đạt đỉnh | Vị trí xếp hạng đạt đỉnh | Vị trí xếp hạng đạt đỉnh | Vị trí xếp hạng đạt đỉnh | Vị trí xếp hạng đạt đỉnh | Vị trí xếp hạng đạt đỉnh | Album                      |
| Năm                                      | Đĩa đơn                 | AUT                      | CAN                      | CAN AC                   | GER                      | SUI                      | SWE                      | UK                       | Album                      |
| ---------------------------------------- | ----------------------- | ------------------------ | ------------------------ | ------------------------ | ------------------------ | ------------------------ | ------------------------ | ------------------------ | -------------------------- |
| 1995                                     | "I Think She Likes Me"  | —                        | —                        | —                        | —                        | —                        | —                        | —                        | The Moffatts               |
| 1995                                     | "Caterpillar Crawl"     | —                        | —                        | —                        | —                        | —                        | —                        | —                        | The Moffatts               |
| 1995                                     | "Guns of Love"          | —                        | —                        | —                        | —                        | —                        | —                        | —                        | The Moffatts               |
| 1998                                     | "I'll Be There for You" | 24                       | 5                        | 25                       | 41                       | 21                       | 34                       | —                        | Chapter I: A New Beginning |
| 1998                                     | "Miss You Like Crazy"   | 19                       | 23                       | 9                        | 25                       | 13                       | 15                       | —                        | Chapter I: A New Beginning |
| 1998                                     | "If Life Is So Short"   | —                        | —                        | —                        | —                        | —                        | —                        | —                        | Chapter I: A New Beginning |
| 1999                                     | "Girl of My Dreams"     | —                        | 19                       | 4                        | —                        | —                        | —                        | —                        | Chapter I: A New Beginning |
| 1999                                     | "Crazy"                 | —                        | —                        | —                        | 65                       | —                        | —                        | 16                       | Chapter I: A New Beginning |
| 1999                                     | "Until You Loved Me"    | —                        | 23                       | 57                       | —                        | —                        | —                        | 36                       | Chapter I: A New Beginning |
| 1999                                     | "Misery"                | —                        | 18                       | 23                       | —                        | —                        | —                        | 47                       | Chapter I: A New Beginning |
| 2000                                     | "Bang Bang Boom"        | —                        | 1                        | 21                       | 71                       | —                        | —                        | —                        | Submodalities              |
| 2000                                     | "Just Another Phase"    | —                        | 16[A]                    | —                        | —                        | —                        | —                        | —                        | Submodalities              |
| 2001                                     | "Walking Behind"        | —                        | —                        | —                        | —                        | —                        | —                        | —                        | Submodalities              |
| 2018                                     | "Secrets"               | —                        | —                        | —                        | —                        | —                        | —                        | —                        | Chapter II                 |
| 2018                                     | "Like I Love U"         | —                        | —                        | —                        | —                        | —                        | —                        | —                        | Chapter II                 |
| 2018                                     | "So in Love"            | —                        | —                        | —                        | —                        | —                        | —                        | —                        | Chapter II                 |
| "—" biểu thị phát hành không có xếp hạng |                         |                          |                          |                          |                          |                          |                          |                          |                            |

### Các bài hát được xếp hạng khác
| Năm  | Đĩa đơn          | Album      |
| ---- | ---------------- | ---------- |
| 2018 | "Say'n I Love U" | Chapter II |

### Video âm nhạc
| Năm               | Video                    | Nhà sản xuất        |
| ----------------- | ------------------------ | ------------------- |
| 1995              | "I Think She Likes Me"   | Jeffrey C. Phillips |
| 1995              | "Caterpillar Crawl"      | Michael Merriman    |
| 1995              | "Guns of Love"           | Marc Ball           |
| 1998              | "I'll Be There for You"  | Lionel C. Martin    |
| 1998              | "Miss You Like Crazy"    | David Hogan         |
| 1998              | "If Life Is So Short"    | Steven Goldmann     |
| 1999              | "Girl of Your Dreams"    | Paul Hunter         |
| 1999              | "Crazy"                  | Richard Murray      |
| 1999              | "Until You Loved Me"     | Michael Salomon     |
| 1999              | "Misery"                 | John Scarpati       |
| 2000              | "Bang Bang Boom"         | Trey Fanjoy         |
| 2000              | "Just Another Phase"     | Thom Oliphant       |
| "Who Do You Love" | Brent Hedgecock          |                     |
| 2018              | "Secrets" (video có lời) | Mike Garces         |
| 2018              | "Like I Love U"          | Mike Garces         |
| 2018              | "So in Love"             | Scott Moffatt       |

### Các bài hát B-Side năm 2000
- "All The Answers (live recorded)" – 6:48
- "Destiny (live recorded - Psychedelic Version)" – 9:11
- "Hallucinating (live recorded)" – 4:18
- "In My Dreams (live recorded)" – 3:30
- "Kill The Seagulls a.k.a. Submodalities" – 2:33
- "Two Beats (live recorded)" – 3:30
- "Why (live recorded - Reggae Version)" – 5:00

### Các bài hát B-Side thập niên 90
- "All I Need Is You" – 4:35
- "Christmas Eve" – xx:xx
- "Destiny (phiên bản acoustic)" – 4:13
- "Frustration (thu trực tiếp)" – 3:20
- "Girls Of The World" – 2:53
- "How Would Jesus Feel" – 2:48
- "Lara (My Love)" – 4:11
- "Santa Claus Is Coming To Town" – 2:45
- "She Said" – 3:45
- "Why (phiên bản acoustic)" – 4:11
- "YaYa (phiên bản rock)" – 4:11

### Demo bài hát thập niên 90
- "Baby Come Back To Me" (thu trực tiếp - Demo) – 3:53
- "Believe In Your Dreams" (thu trực tiếp - Demo) – 3:31
- "Flea" (thu trực tiếp - Demo) – 3:25
- "One More Chance" (thu trực tiếp - Demo) – 3:52
- "See The Light" (thu trực tiếp - Demo) – 3:34
- "Tough Boy" (thu trực tiếp - Demo) – 3:39
- "Turn It Up" (thu trực tiếp - Demo) – 3:38

### Với các nghệ sĩ khác thập niên 90
- "If You Only Knew (cùng Gil Ofarim)" – 4:08
- "Let The Music Heal Your Soul (cùng Bravo All Stars)" – 3:55
- "Together (cùng với nhiều nghệ sĩ Together Kosovo)" – 3:37

### Bài hát chưa phát hành (trực tiếp)
- "All I Need Is You (phiên bản rock)" – xx:xx
- "All The Love" – xx:xx
- "Billy & Tammy (a.k.a. Feels So Good)" – xx:xx
- "Brightest Star" – xx:xx
- "Heal The Pain" – xx:xx
- "How Does It Feel" – 03:25
- "I Feel Alive" – 03:50
- "Love You More" – 04:25
- "There's The Door" – xx:xx
- "When The Morning Comes" – xx:xx
- "Where Did She Go" – xx:xx
- "You Blew Me Over (trực tiếp tại Cologne Đức, 2000)" – 3:12
- "You Make Me Feel (trực tiếp tại Cologne Đức, 2000)" – 4:18

### Bài hát cover (trực tiếp)
- "Fly Away (cover Lenny Kravitz)" – xx:xx
- "She Loves You (cover The Beatles)" – xx:xx
- "Shine (cover Collective Soul)" – xx:xx
- "Song 2 (cover Blur)" – xx:xx
- "Won't Back Down (cover Tom Petty)" – xx:xx

### Đĩa DVD
| Tiêu đề                         | Mô tả chi tiết video                                    |
| ------------------------------- | ------------------------------------------------------- |
| Chapter I: A New Beginning LIVE | - Ngày phát hành: 1998 - Nhãn hiệu: Capitol Records/EMI |
| The Closing of Chapter One      | - Ngày phát hành: 2001 - Nhãn hiệu: Capitol Records/EMI |

Ghi chú
- A^ "Just Another Phase" vẫn leo lên bảng xếp hạng của tạp chí RPM khi tạp chí ngừng xuất bản.